# Gulag
Gulag (rus. Гла́вное управле́ние лагере́й ili Главное управление исправительно-трудовых лагерей и колоний, Glavnoje upravlenije ispraviteljno-trudovyh lagerej i kolonij; hrv. Glavna uprava za popravno-radne logore i kolonije) sinonim je za sveobuhvatan represivni sustav u SSSR-u. Uključivao je koncentracijske logore za prisilni rad i zatvore. Ukupni broj zarobljenika procjenjuje se na otprilike 18 milijuna ljudi (dok neki izvori navode i do 26 milijuna). U njima je ukupno umrlo 1.5 do 1.7 milijuna ljudi. Služili su za represije nad političkim protivnicima, masovno izrabljivanje kroz prisilni rad, medicinske pokuse na ljudima, i pritvaranje ratnih zarobljenika.  Termin Gulag odnosi se na bilo kakve sustave prisilnog rada koji su postojali u sustavu bivše SSSR, a nalazili su se diljem Sovjetskog Saveza. Jedan od najpoznatijih bio je Soloveckij logor.
U doba Ruskog Carstva politički protivnici proganjani su u Sibir i druga udaljena mjesta Carstva. Kad je Lenjin 1917. osvojio vlast u Rusiji, ubrzo je iskoristio koncept gulaga za klasne neprijatelje koji su predstavljali prijetnju ideji socijalizma i komunizma. Nije nikad nije bilo jasno definirano što, ili tko je klasni neprijatelj, ali koncept je promijenjen prema vremenu i događajima. Klasne neprijatelje bilo je teško otkriti i teže preodgojiti. To je značilo da su ih smatrali čak i opasnijima nego obične zločince.
Aleksandar Solženjicin je jedan od prvih bivših zarobljenika koji je opisao 1973. u djelu Arhipelag Gulag strahote gulaga. Nakon perestrojke i glasnosti objavljeno je sve više informacija o tim koncentracijskim logorima.

## Zarobljenici
U radne logore slani su kriminalci i politički zatvorenici.
Kriminalci su bili podijeljeni u dvije kategorije. U prvoj u se nalazili oni koji su počinili kaznena djela poput ubojstava, silovanja, pljačke i sl. (odnosno kriminalci koji bi bili procesuirani u svakoj državi), a u drugoj su bili kriminalci koji su počinili mizerne zločine za koje ne bi bili osuđivani nigdje nego u tadašnjem SSSR-u. To su zločini poput neopravdanog izostanka s posla, uzimanja hrane s radnog mjesta kako bi nahranili vlastito dijete, male krađe (pr. jedna jabuka, kilogram kruha) i sl. Za kriminalce druge skupine presuđivale bi se velike kazne, u prosjeku od 8 - 10 godina zatvora, a sama suđenja bi trajala svega par minuta.
Poltički zatvorenici bili su politički neistomišljenici, odnosno protivnici sovjetskog režima. Većina političkih kriminalaca uhićena je i pravomoćno osuđena samo na temelju sumnji u političku izdaju. 
Primjeri presuda za politički kriminal su:
- muškarac osuđen na tri godine prisilnog rada zbog toga što se smijao kada su pijani vojnici u jednom restoranu u Odessi govorili protiv režima
- kuhar je osuđen zbog špijunaže zbog toga što se prijavio na posao u japansko veleposlanstvo
- nekoliko tisuća ljudi osuđeno je samo zato što su njihovi bližnji osuđeni zbog izdaje

## Put do radnih logora
Uhićena osoba često je prolazila nekoliko faza dok ne bi završila u radnim logorima. To su bile faze uhićenja, zatvora, ispitivanja/priznanja, suđenja i deportacije.

### Zatvor
Uvjeti u zatvorima u koje bi bilo dovedeni kriminalci i politički neistomišljenici bili su nehumani. Zatvorske ćelije bile su pretrpane, a zapisi KGB-ovog tužitelja iz 1933. godine pokazuju kako su policijske ćelije bile potkapacitirane. U zapisima piše kako je u moskovskim ćelijama bilo i do deset puta više pritvorenika od pripisanog. U provinciji Ural ćelije koje su građene za 470 ljudi imale su oko 1700 pritvorenika, a u industrijskoj provinciji Ivanovo ćelije građene za 19 ljudi imale su prosječno 70 zatvorenika.
Za političke kriminalce koji su se smatrali posebno ideološki opasnima građene su iznimno male ćelije koje su u skoro svim slučajevima bile bez grijanja i tople vode. Određeni broj zatvorenika nije ni dočekao suđenje zbog toga što bi umrli od hladnoće i nehumanih uvjeta prije nego što bi došli na red za ispitivanje.

### Ispitivanje/priznanje
Tortura, odnosno fizičko zlostavljanje (nanošenje ozljeda i prijeloma, paljenje kože, smrzavanje, silovanje, rezanje i sl.) bila je najčešća metoda dobivanja priznanja od pritvorenika. Uz torturu koristile su se metode poput ucjene, odnosno prijetnje da ako pritvorenik ne potpiše priznanje za konkretno djelo njegovi članovi obitelji biti privedeni i osuđeni. Glavni smisao ove faze bilo je dobivanje potpisanog priznanja da je sumnjiva osoba počinila konkretan zločin koji joj se stavljao na teret (sovjetske vlasti su inzistirale na pisanom priznanju).
U tajnom pismu koje je Staljinu pisao jedan od šefova tajne policije pisale su metode putem kojih su se od pritvorenika iznuđivala priznanja, a metode su uključivale: transferiranje u strože pritvore, restrikcije sna, restrikcije hrane i vode, zabrane šetnji, zabrane čitanja knjiga, samica, stavljanje u posebne kaznionice na period do 20 dana, uskrata higijenskih potrepština i sl.

### Suđenje
Zbog velikog broja zatvorenika i malih kapaciteta pritvora te malo sudaca, nisu svi pritvorenici išli pred sudsko vijeće. Sudsko vijeće (troika) bilo je sastavljeno od tri suca koji su slušali sve dokaze protiv osumnjičenik koje je iznosio državni tužitelj. Pritvorenici koji su pravomoćno osuđeni na smrt često su smaknuti odmah nakon izricanja presude, u sudnici.

### Deportacija i smještanje u kampove
Nakon izricanja pravomoćne presude koja nije bila oslobađajuća ni kazna smaknuća, zatvorenici su se vraćali u svoje ćelije i čekali bi transport do dodijeljenog kampa. Zatvorenici su najčešće krcani u zatvorske transportne vlakove s kojima bi bili prevezeni do lokacije na kojoj je već postojalo zatvor. Određeni broj zatvorenika je zbog malih kapaciteta kampova, odnosnog velikog broja zatvorenika premješten na lokacije na kojima nije bilo radnih logora već su ga morali izgraditi samostalno.

## Jugoslavenski logori
Nakon završetka Drugog svjetskog rata, jugoslavenske komunističke vlasti osnovali su nekoliko radnih logora kao što je primjerice bilo Teharje, Gotenica, Politički logor Goli otok, Grgur, Bileća Stara Gradiška i drugi. 
Najpoznatiji je bio Goli otok. Po nalogu Tita u razdoblju od 1948. do 1963. uhićeno je od strane UDBE nekoliko desetaka tisuća ljudi iz cijele tadašnje SFR Jugoslavije i njih 16.000-32.000 samo između 1946. do polovice pedesetih poslano na Goli otok. Spominju se samo na tim mjestu podaci od 400 do 4.000 žrtava.
Zatvorenici su bili podvrgnuti mučenju i prisilnom radu u kamenolomu bez obzira na vremenske uvjete. 
Radilo se ljeti na visokim temperaturama, a zimi na hladnoći i buri. 
Čuvari su zarobljenike redovito premlaćivali i na druge načine zlostavljali.

## Razlika između nacističkih koncentracijskih logora i gulaga
Gulag je bio sustav kažnjavanja koji nije zahvaćao posebnu skupinu ljudi, dok su nacistički logori bili građeni upravo zbog progona određenih slojeva ljudi poput Židova, LGBT osoba, Roma i sl. Smisao gulaga bila je borba za političku kontrolu nad cjelokupnom populacijom, odnosno ovim sustavom prisilnog zarobljavanja i rada bile su pogođene sve etničke skupine bez obzira na obilježja. Zatvorenici koji su preživjeli gulag bili su oslobađani, odnosno odslužili bi vlastitu kaznu dok je smisao nacističkih logora bila totalna eliminacija, odnosno egzekucija.